# Parafia św. Bartłomieja Apostoła w Kucharach
Parafia św. Bartłomieja Apostoła w Kucharach – parafia rzymskokatolicka należąca do dekanatu Gołuchów diecezji kaliskiej. Kościół został zbudowany w 1683 roku. Parafia mieści się pod numerem 65.